# L'Emergència
L'Emergència (gaèlic irlandès Ré na Práinne / An Éigeandáil) va ser un eufemisme oficial usat pel Govern de la República d'Irlanda durant la dècada del 1940 per referir-se a la seva posició davant la Segona Guerra Mundial. L'estat va ser oficialment neutral durant el conflicte, però va declarar un estat d'emergència el 2 de setembre de 1939, i l'endemà va aprovar la Llei de Poders d'Emergència. Això va donar nous poders al govern durant l'Emergència com l'internament, censura de la premsa i de la correspondència, i el control de l'economia pel govern. El terme ha mantingut el seu ús com a context històric i cultural als llibres de text. La llei fou abolida el 2 de setembre de 1946. Encara que l'estat d'emergència com tal no va ser rescindit oficialment fins a l'1 de setembre de 1976, no ha estat aprovada cap legislació d'emergència després de 1946 per a corregir aquesta anomalia legal.

## Antecedents
El 6 de desembre de 1921, després del Tractat Angloirlandès que acabà amb la Guerra Angloirlandesa, l'illa d'Irlanda esdevingué un domini britànic, conegut com a Estat Lliure d'Irlanda. Tanmateix, el 8 de desembre de 1921 els sis comtats septentrionals, coneguts com a Irlanda del Nord votaren no formar part de l'Estat Lliure i mantenir-se dins el Regne Unit. L'aprovació del tractat fou seguit de l'agra Guerra Civil Irlandesa (entre les faccions partidàries i contràries de l'Exèrcit Republicà Irlandès).
Des de 1932 el partit governant al nou estat fou el republicà Fianna Fáil, dirigit per Éamon de Valera, veterà de les guerres irlandeses. De Valera va introduir reeixidament en 1937 una nova constitució que la va distanciar encara més del Regne Unit, i canvià el nom per "Irlanda" (Éire). També va lliurar entre 1932 i 1938 la guerra comercial angloirlandesa.
De Valera tenia bones relacions amb el Primer Ministre Britànic, Neville Chamberlain. Assegurà el reconeixement britànic de la Constitució de 1937, va resoldre les diferències econòmiques entre ambdós països i va negociar el lliurament dels Ports del Tractat (tres ports irlandesos que havien romàs sota jurisdicció Britànica després del Tractat Angloirlandès de 1921, que eren Berehaven, Cobh i Lough Swilly).
El desacord més gran entre els països era l'estatus d'Irlanda del Nord. Els irlandesos la veien com una part integral de la nació d'Irlanda, mentre que els Britànics eren contraris a deixar la majoria unionista en una Irlanda unificada. Dins de la mateixa Irlanda, l'oposició armada al tractat fou dirigida per l'IRA antitractat, qui es veia a si mateix com el "veritable" govern d'Irlanda. Aquest IRA va organitzar atacs armats a territori britànic (Pla S) i a la mateixa Irlanda.

## Declaració de l'Emergència
Cap a setembre de 1939 es veia inevitable una guerra general a Europa. El 2 de setembre de Valera va dir al Dáil Éireann que la neutralitat era la millor política per al país. Va rebre el suport gairebé unànime del Dáil i del país en general (encara que molts es van unir a l'Exèrcit Britànic). La constitució irlandesa va ser modificada per permetre-li al Govern adoptar poders d'emergència, i el 1939 va ser aprovada la Llei de Poders d'Emergència, que incloïa la censura postal i de premsa.
Això va permetre al govern prendre el control de la vida econòmica del país sota el nou Ministre de Subministraments Seán Lemass. Es va fer ús liberal d'aquests poders. Internament, d'aquells que haguessin comès un crim o estigués a punt de cometre'n foren usats habitualment contra l'IRA. La censura estava a càrrec del Ministre de Coordinació de Mesures Defensives, Frank Aiken. Calia evitar la publicació d'afers que poguessin minar la neutralitat d'Irlanda i evitar que es convertís en centre d'operacions d'intel·ligència estrangera, encara que en aquest període la Llei va ser usada amb finalitats polítiques partidistes com evita la publicació de la quantitat de soldats irlandesos que servien en les forces armades del Regne Unit o disputes industrials amb l'Estat. Endemés, la informació feta pública als irlandesos estava acuradament controlada. De Valera feia les funcions de Ministre d'Afers Exteriors, encara que el secretari per al Departament d'Afers Exteriors, Joseph Walshe va ser molt influent.

## Neutralitat política
En la declaració d'emergència, Walshe va demanar garanties al ministre Alemany a Dublín, Eduard Hempel que Alemanya no usaria la seva delegació per a espiar ni atacar el comerç irlandès amb Anglaterra. Viatjà a Londres el 6 de setembre, on es va trobar amb el Secretari de Dominis, Anthony Eden, qui va ser conciliatori i va defensar la neutralitat irlandesa en subsegüents reunions de gabinet. A més, s'acordà el nomenament de Sir John Maffey com a representant britànic a Dublín.
Per al Govern irlandès, la neutralitat significà no mostrar parcialitat per qualsevol bàndol. D'una banda, això significava l'anunci obert d'activitat militar com la visió de submarins o l'arribada de paracaigudistes, i la supressió de qualsevol activitat d'intel·ligència estrangera. La posició geogràfica d'Irlanda significava que aquesta política tendia a beneficiar els aliats més que Alemanya. Per exemple, un aviador britànic que feia un aterratge forçós a Irlanda se'l permetia sortir en llibertat si podia demostrar que no havia estat en una missió de combat, o bé era posat en llibertat "en llicència" (promesa de quedar-se). Molts van optar per escapar a Gran Bretanya a través d'Irlanda del Nord. Endemés, els mecànics aliats podien recuperar avions estavellats en accidents. Hi havia una cooperació extensiva entre la intel·ligència britànica i la irlandesa i intercanvi d'informació com informes meteorològics detallats de l'Oceà Atlàntic; la decisió de seguir endavant amb el Dia D fou presa després d'un informe meteorològic de Blacksod Bay, comtat de Mayo.
D'altra banda, en els primers anys de la guerra, el govern no va mostrar cap preferència manifesta per cap dels bàndols, diferència dels Estats Units quan era neutral. Això es devia en part al fet que De Valera volia mantenir la unitat nacional, el que significa acomodar la gran franja de la societat irlandesa que rebutjava qualsevol relació amb els britànics, alguns admiraven Alemanya (que havia fracassat en l'intent per proveir una petita partida d'armes als rebels de 1916). Aquestes actituds eren compartides per Aiken i Walshe El govern del Fianna Fáil, encapçalat pel Eamon de Valera, va governar sol i no va incorporar cap altre partit en la presa de decisions. Tant en l'esfera política britànica com la irlandesa hi havia partits polítics de caràcter profeixista abans de la guerra, el partit de centredreta Fine Gael a Irlanda, i el més extrem Unió Britànica de Feixistes a Gran Bretanya, partit que fou prohibit en 1940.

## L'IRA i l'Emergència
En els primers mesos de l'Emergència, la major amenaça per a l'Estat provenia de l'IRA. Al raid de Nadal de 1939 l'IRA va robar un milió de cartutxos de municions de l'arsenal de Phoenix Park de l'Exèrcit Irlandès (encara que la majoria foren recuperats les següents setmanes) i hi va haver una sèrie d'assassinats, sobretot de policies. A més, la legislació d'emergència existent es va veure soscavada per l'obtenció d'un recurs d'habeas corpus per Seán MacBride, cosa que va donar lloc a l'alliberament de tots els que havien estat internats. El govern va respondre amb les Lleis de Delictes contra l'Estat de 1939 i 1940 que van establir el Tribunal Penal Especial, que permeté tornar a arrestar i internar als activistes de l'IRA. Aquests van iniciar una vaga de fam a la presó de Mountjoy en un intent d'obtenir l'estatut de pres polític, que van abandonar després de la mort de dos presos. En represàlia el Castell de Dublín va ser bombardejat i hi va haver una sèrie d'incidents greus a tot el país.
L'IRA va fomentar els vincles amb la intel·ligència alemanya (l'Abwehr) i el Ministeri de Relacions Exteriors, amb homes com Francis Stuart viatjant a Alemanya per parlar, malgrat que aquests intents van ser en gran manera ineficaços a causa d'una combinació de la incompetència de l'Abwehr i del Ministeri de Relacions Exteriors i de la debilitat de l'IRA. Alguns alemanys també van anar a Irlanda, el principal d'ells Hermann Görtz, qui fou capturat en possessió del "Pla Kathleen", un pla de l'IRA que detallava el suport alemany a la invasió d'Irlanda del Nord.
Dos homes de l'IRA van ser executats per l'assassinat de dos policies al setembre de 1940, i l'IRA esdevingué cada cop més ineficaç per la utilització decidida d'internament, el trencament de les vagues de fam, i l'aplicació de l'execució a la forca com a pena capital. Durant el 1941, l'esperança d'una invasió alemanya havia desaparegut i el finançament dels Estats Units havia estat tallat. La major part del lideratge de l'IRA havia estat internat al camp de Curragh, on cada cop eren tractats amb més duresa. Molts internats acceptaren la llibertat condicional. L'IRA es va mantenir relativament actiu a Irlanda del Nord, però ja no fou una amenaça per a l'estabilitat d'Irlanda.

## Irlanda i el Regne Unit
Després de la invasió alemanya de Noruega l'abril de 1940, Winston Churchill es va convertir en el primer ministre britànic. La caiguda de França el juny de 1940 va apropar la guerra a Irlanda, quan les tropes alemanyes van ocupar la costa francesa del Canal de la Mànega.
El Regne Unit era aleshores l'únic obstacle important per a Alemanya. Una eventual invasió d'Irlanda per part d'Alemanya es convertí en preocupació important per als britànics. Els britànics pensaven que l'exèrcit irlandès no era prou potent com per a resistir una invasió durant prou temps per reforçar el Regne Unit, sobretot amb l'IRA com una potencial cinquena columna, i volia ser capaç d'evitar-ho estacionant-hi tropes i enviant-hi vaixells. A més, aquest punt de vista va fer el Regne Unit reticent a proporcionar-li subministraments militars pel risc que caiguessin en mans dels alemanys després d'una invasió. L'opinió del Govern irlandès era que tindrien més èxit contra els alemanys que els estats ja ocupats, i no podia estar d'acord amb les mesures militars conjuntes mentre continués la partició, i no volia comprometre's més enllà de la neutralitat per tota l'illa si la partició s'acabava.

### Unificació rebutjada
Cap al juny del 1940, el representant britànic a Irlanda, Murphy, va instar que "la Unitat estratègica del nostre grup d'illes" havia de prevaler sobre l'unionisme de l'Ulster, i Churchill deixà clar que no es prendria cap acció militar contra Irlanda. El ministre britànic de Sanitat, Malcolm MacDonald, qui havia negociat el 1938 l'acord comercial amb Irlanda quan era Secretari d'Estat per a Afers del Domini, va ser enviat a Dublín per explorar possibilitats amb De Valera. A partir d'aquests contactes, Chamberlain elaborà una proposta de sis punts que proposava al govern del Regne Unit una Irlanda unida i la creació d'un òrgan conjunt per dur-la a terme. S'hi establia immediatament el Consell Conjunt de Defensa i l'Estat seria dotat d'equip militar. A canvi, l'estat s'uniria als Aliats i tots els alemanys i italians estrangers serien internats. Rebutjada pel govern irlandès, la proposta fou modificada posteriorment per a reforçar les passes cap a una Irlanda unida, ja no es requeriria Irlanda a unir-se als Aliats però es permetria a les forces britàniques usar els ports irlandesos. De Valera va rebutjar la proposta revisada el 4 de juliol i no va fer cap contraproposta. Una raó per això hauria estat el difícil càlcul de com danyaria la divisió inevitable d'Irlanda si s'acceptés la proposta. Una de les raons principals va ser que el Govern irlandès creia que el Regne Unit podria perdre la guerra i no volia estar al costat perdedor: durant les negociacions Walshe ha enviat dos memoràndums a De Valera (un titulat inevitable derrota de la Gran Bretanya) on preveia l'aïllament britànic, el desmembrament del seu imperi i finalment la inevitable derrota davant Alemanya. Walshe també va escriure favorablement sobre les característiques del govern de Pétain. Els memoràndums de Walshe afectaren de Valera, qui havia dit a MacDonald que la Gran Bretanya no podria destruir aquesta [alemanya] màquina colossal.

### Ports i comerç

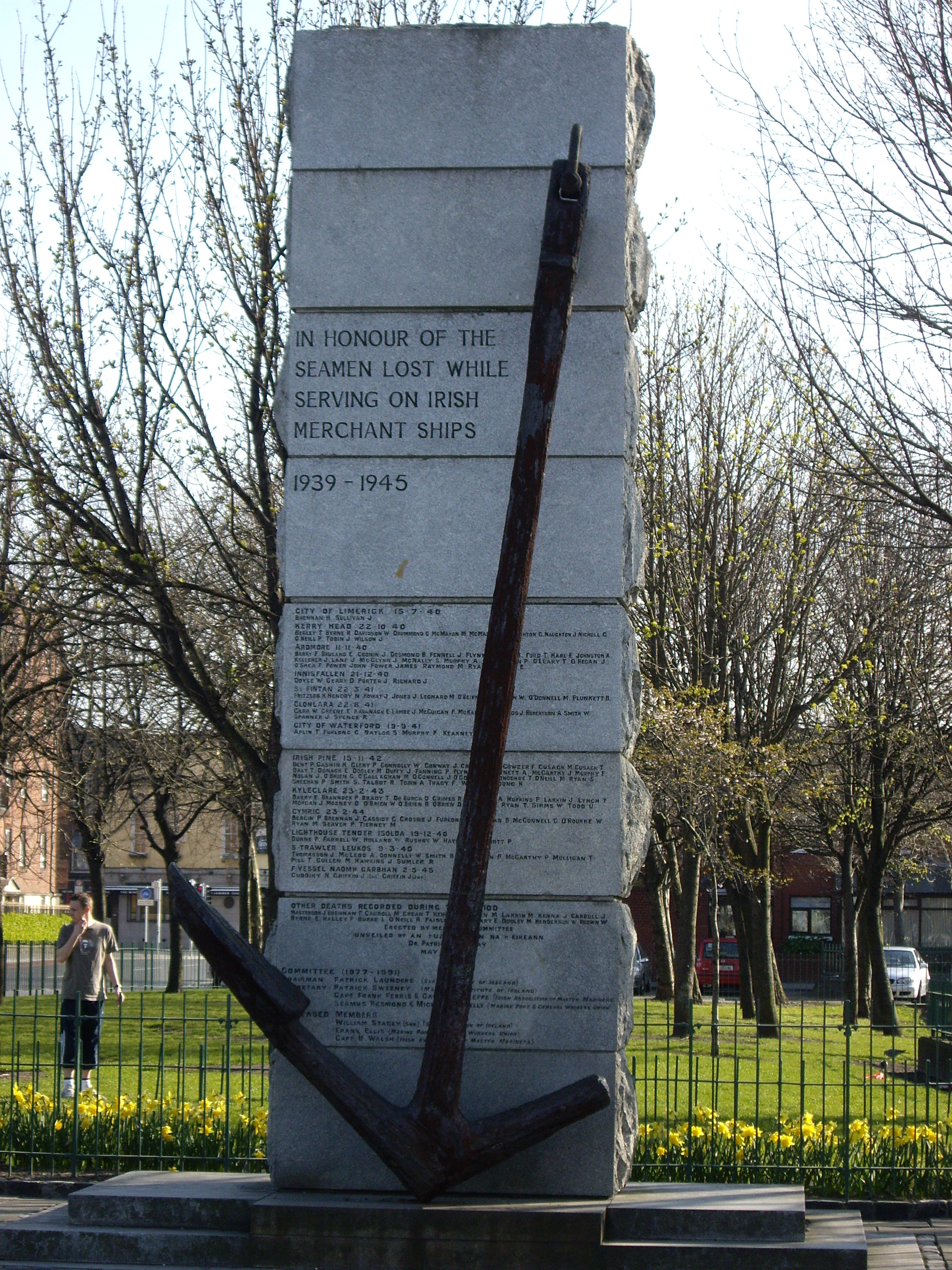
Un memorial erigit a Dublín en 1991 pels membres de la marina mercant irlandesa caiguts durant l'Emergència

La gran majoria del comerç irlandès es feia amb el Regne Unit, i la majoria dels seus subministraments venien d'allà. Això va crear grans dificultats per al govern irlandès, ja que Alemanya va intentar bloquejar el Regne Unit. A més Gran Bretanya requereix vaixells irlandesos per operar sota el seu sistema 'navicert'. En setembre de 1940 va fracassar un acord conjunt sobre comerç, transport i exportacions perquè "el principal punt de fricció entre les dues parts eren els preus oferts per Gran Bretanya" a causa de la negativa a permetre el transbordament i la reparació de les instal·lacions després de la pressió alemanya, incloent-hi l'amenaça de bloqueig d'Irlanda i el bombardeig d'Ambrosetown i Campile al comtat de Wexford. En la tardor de 1940 l'amenaça de la invasió alemanya havia disminuït, però les relacions entre el Regne Unit i Irlanda s'havien deteriorat, en gran part com a resultat de l'augment de les pèrdues de vaixells aliats pels atacs de submarins. Per intentar evitar algunes d'aquestes pèrdues, el Regne Unit volia bases navals i aèries a l'oest d'Irlanda El 5 de novembre, a la Cambra dels Comuns, Churchill es va queixar:
| « | El fet que no podem usar les costes sud i oest d'Irlanda per proveir les nostres flotilles i avions i així protegir el comerç pel qual viuen Irlanda i Gran Bretanya és la càrrega més pesada i greu i un que mai hauria de tenir ha posat sobre les nostres espatlles, per amples que puguin ser. | » |

El Govern irlandès va decidir interpretar aquesta frase com una amenaça d'invasió. Alguna mena d'ocupació armada era una possibilitat real, però el balanç de l'evidència és que mai hi va haver una amenaça seriosa. Importants membres del gabinet i dels seus aliats es van oposar a la intervenció armada britànica a Irlanda, però a finals de 1940 i principis de 1941, les relacions entre els dos països ha empitjorat. Els britànics van deixar d'informar Irlanda del seu ordre de batalla a Irlanda del Nord, mentre que l'exèrcit irlandès havia elaborat plans per a la defensa contra els britànics. El Regne Unit també va començar a restringir el comerç amb Irlanda perquè si Irlanda no feia res per protegir les vides dels que portaven els subministraments almenys haurien de compartir les privacions que se sentia al Regne Unit. Les relacions entre el Regne Unit i Irlanda en realitat només van disminuir a mitjans de 1941 amb la invasió de la Unió Soviètica per Alemanya i es va signar un acord per permetre la immigració irlandesa a la Gran Bretanya per treballar en la indústria de guerra (el 1945 uns 200.000 irlandesos hi havien emigrat).

## Irlanda i la neutralitat dels Estats Units
Al començament de la Segona Guerra Mundial, el president dels Estats Units era Franklin Roosevelt. Els Estats Units eren neutrals, i les accions de Roosevelt se circumscrivien a la legislació de neutralitat; tanmateix, Roosevelt era un vehement antinazi, un partidari inequívoc del Regne Unit en guerra, i personalment proper a Churchill. El ministre dels EUA a Irlanda era David Gray, amic personal de Roosevelt i de la seva esposa Eleanor. De Valera veia als EUA com un baluard contra la invasió de qualsevol de les parts, mentre que els EUA veien el suport de Gran Bretanya en la guerra com a prioritat, i així, mentre que el suport de la irlandesa neutral era escèptic d'estendre's a tota l'illa, cercava un acord amb els ports del Regne Unit oberts, possiblement mitjançant llur arrendament.
La venda d'armes era un problema important. La declaració de guerra legalment impedia als EUA la venda de qualsevol tipus d'armes als bel·ligerants per les lleis vigents en el moment, fet que va portar Irlanda a considerar breument com un possible canal per a la venda d'armes i burlar la llei. No obstant això, al novembre de 1939 el Congrés va acordar canviar la llei per permetre la venda d'armes a totes les parts bel·ligerants en una base "cash and carry". No obstant això, el govern irlandès volia els EUA per vendre les armes. Això va rebre el suport de Gray i del govern britànic, però només si no era a costa de la seva pròpia assignació. Com a resultat, el 1940 els excedents d'armes dels Estats Units es van vendre al Regne Unit i al Canadà.
El fort suport al Regne Unit de l'administració Roosevelt va portar al govern irlandès a intentar reforçar l'opinió aïllacionista anti-Roosevelt en les eleccions presidencials de novembre de 1940 i pel nadal De Valera va emetre un missatge per ràdio donant suport l'aïllacionisme dels Estats Units. Fracassà l'intent d'influenciar l'emissari especial de Roosevelt Wendell Willkie, en una visita a la Gran Bretanya i Irlanda el gener de 1941. En un posterior intent d'obtenir armes dels Estats Units De Valera decidí que Aiken havia de visitar Washington. Gray va donar suport la idea d'una visita, però tenia dubtes si Aiken era la persona indicada per fer-ho, i emfatitzà que els irlandesos només compraven armes si cooperaven amb la Comissió Britànica de Compra. Aiken va deixar Irlanda el març de 1941. En el seu missatge del dia de Sant Patrici De Valera afirmà que Irlanda estava sota el bloqueig de tots dos costats i que la neutralitat protegia Irlanda d'"els perills de l'aventura imperial". La visita d'Aiken va ser desastrosa. Els seus punts de vista antibritànics i, als ulls d'Amèrica, la sobreestimació de les capacitats militars d'Irlanda travessaren totes les polítiques de l'administració durant la guerra. A més d'allunyar Roosevelt i d'altres membres de l'administració, fracassà en l'ús de les cartes de presentació a alts càrrecs demòcrates, incloent-hi Eleanor Roosevelt, que li va proporcionar Gray.
Aiken va passar les últimes set setmanes de la seva visita en la qual va ser vist com un contrari a l'administració en estreta col·laboració amb l'opinió aïllacionista. El resultat fou que els Estats Units no van vendre armes a Irlanda, que les relacions entre ambdós països es van agreujar significativament i el suport estatunidenc als britànics es va fer inequívoc. A l'octubre de 1941 va rebre una nota del govern irlandès preguntant les seves intencions pel que feia a Irlanda del Nord quan a l'estacionament de personal, el Departament d'Estat dels EUA contestà que el govern britànic d'Irlanda del Nord era, van insistir, part del Regne Unit.

## Fets rellevants

### Bombardeig de Belfast
Mentrestant, Irlanda del Nord -com a part del Regne Unit- estava en guerra i les drassanes Harland and Wolff de Belfast van ser un dels objectius estratègics per a l'atac alemany. La Luftwaffe va dur a terme un bombardeig a Belfast el 7 d'abril de 1941, provocant la mort de vuit persones. El 15 d'abril de 1941, 180 bombarders de la Luftwaffe van atacar Belfast. Només hi havia un esquadró de la RAF i set bateries antiaèries per defensar Belfast. No obstant això, van deixar de disparar per no danyar l'avió de la RAF. Va ser llaçades més de 200 tones d'explosius, 80 mines unides a paracaigudes i 800 llaunes de bombes incendiàries que van provocar més de 1.000 morts i 56.000 habitatges (més de la meitat dels habitatges de la ciutat) danyats que deixaren 100.000 persones temporalment sense llar. Fora de Londres, aquesta va ser la major pèrdua de vides en una incursió nocturna durant la batalla d'Anglaterra sobretot a causa de la manca de defenses aèries a Belfast. A les 4.30 AM Basil Brooke demanà ajut de Valera. En dues hores, 13 vehicles de bombers de Dublín, Drogheda, Dundalk i Dún Laoghaire estaven en camí cap a la frontera irlandesa per ajudar els seus col·legues de Belfast. De Valera va seguir amb el seu discurs "són la nostra gent". Encara que el 4 de maig va haver-hi un nou atac es limita als molls i drassanes.

### Bombardeig de Dublín
A principis de gener de 1941, s'havien produït diversos bombardejos alemanys menors a territori irlandès. Hi va haver tres morts a Borris, comtat de Carlow i altres incidents a Wexford, Dublín i al camp de Curragh. L'ànim de la població era agitat tement una invasió alemanya, i les implicacions dels bombardeigs dels atemptats s'afegeix a la preocupació. Per no enemistar-se més amb els alemanys les autoritats irlandeses inicialment es van negar a confirmar que les bombes eren alemanyes. L'especulació pública, i les proclamacions de l'IRA que les bombes eren britàniques o alemanyes llençades per avions britànics proclamaren la negació del govern irlandès.
En la nit del 30 al 31 maig de 1941 el Northside de Dublín va ser el blanc d'un atac aeri de la Luftwaffe. Trenta-vuit persones van morir i setanta cases van ser destruïdes a Summerhill Parade, North Strand i a la North Circular Road. El govern irlandès va protestar immediatament i Alemanya es va disculpar al·legant que havia estat culpa dels forts vents o la interferència britànica amb senyals de navegació. A diferència dels bombardeigs anteriors, no hi va haver especulació pública sobre l'autoria de la Luftwaffe. El 3 d'octubre, l'agència de notícies alemanya va anunciar que el govern alemany pagaria una indemnització, però només la va pagar la República Federal Alemanya després de la guerra usant diners del Pla Marshall. Més tard Winston Churchill va admetre que els atacs podrien haver estat el resultat d'un invent britànic que distorsionava l'orientació per ràdio de la Luftwaffe a fi de desviar el curs dels seus avions. Dublín també tenia un sistema limitat de blackout i la ciutat era clarament visible, a diferència de les ciutats britàniques.

### Els aliats i la neutralitat
- Quan el 1941 la policia irlandesa va descobrir l'"Operació Green" en una residència on havia estat allotjat l'agent alemany Hermann Görtz, els irlandesos van passar ràpidament còpies al MI5 de Londres, qui al seu torn les va remetre a la Reial Policia de l'Ulster (RUC) a Belfast. Es van elaborar plans d'acció conjunts entre els serveis d'intel·ligència britànics i irlandesos i militars sota el Pla W.
- El general McKenna, Cap de l'Estat Major de l'Exèrcit Irlandès, va visitar regularment els oficials britànics a Belfast i el 1942 dotze oficials irlandesos es van entrenar amb les forces especials britàniques a Poyntzpass, comtat d'Armagh. La cooperació no va acabar aquí i també va incloure la senyalització britànica a través de GPO quan es creia que avions alemanys es dirigien a Irlanda[33]
- A partir de desembre 1940 en endavant, el Govern de Dublín va acordar acceptar més de 2.000 britànics dones i nens evacuats de Londres a causa del "Blitz". Aquests evacuats incloïen més de dos-cents nens orfes a causa del bombardeig.[34]
- Els atacs a vaixells irlandesos, com el del Kerlogue, que els britànics havien atribuït inicialment als alemanys, però més tard en va admetre la responsabilitat i es va oferir a pagar una indemnització quan es van descobrir fragments de munició britànica incrustats a la nau.[35] El vaixell havia estat atacat per avions de l'Esquadró Nocturn de Caça Polonès 307 després d'haver estat confós amb un vaixell francès.[36]
- El minat del Canal de Sant Jordi set quilòmetres de la costa irlandesa cap a Dungarvan, i l'ús de les aigües irlandeses pel trànsit marítim britànic.[37]
- Londres fou informat quan els submarins U-boot eren albirats.[38]
- El Corredor de Donegal permetia als hidroavions britànics amb base al Llac Erne prendre una drecera pel territori irlandès al volar patrulles sobre l'Atlàntic.[39][40] El Catalina que localitzà el cuirassat Bismarck quan es dirigia a França en 1941 n'era un exemple.[41]
- Durant la guerra el Cos Aeri Irlandès va derrocar dotzenes de globus de barrera britànics escapats.
- L'arrossegador armat britànic Robert Hastie fou estacionat a Killybegs el juny de 1941 per a tasques de rescat marítim i aeri.[40]
- La decisió de seguir endavant amb els aterratges del desembarcament de Normandia foren decidits, en part, per un pronòstic del temps a Blacksod Bay, Comtat de Mayo.[42]
- Els pilots aliats que van estavellar a Irlanda van ser retornats a la Gran Bretanya.

### L'Eix i la Neutralitat
- Els pilots, tripulacions i personal naval alemany que van ser descoberts a Irlanda sempre van ser internats i es va mantenir així durant la durada del conflicte.[43] Un pres alemany va rebre un tret quan intentava escapar del camp de presoners d'Oldcastle.[44]
- Pel juliol de 1940 tres agents alemanys de l'Abwehr van ser detinguts a Skibbereen després d'aterrar a prop de Castletownshend, Comtat de Cork. La missió dels agents havia estat infiltrar-se a Gran Bretanya a través d'Irlanda.
- Un observador nord-americà que va visitar Gran Bretanya en la dècada de 1940 va escriure que aquell "moltes persones ben informades a Gran Bretanya sospiten que els submarins [alemanys] estan utilitzant bases a Irlanda. Hi ha moltes històries de les tripulacions de submarins vistes als cafès a Dublín sense uniforme".[45]
- L'espia cap de l'Abwehr a Irlanda era Hermann Görtz. Aproximadament 12 espies van ser enviats, la majoria amb poc èxit, incloent-hi Günther Schütz, Ernst Weber-Drohl (un ex forçut del circ) i l'indi Henry Obed.
- Les activitats dels agents alemanys a Irlanda durant els anys de la guerra i els seus intents de contactar i captar membres de l'IRA i personal desafecte de l'Exèrcit Irlandès. Molts d'aquests agents, si no tots, van ser capturats o descoberts; vegeu Col·laboració de l'IRA amb l'Abwehr durant la Segona Guerra Mundial.
- L'ambaixador d'Alemanya a Dublín, Eduard Hempel, tenia la seva ràdio confiscada el 1943 per a evitar la transmissió d'informació als seus líders.[46]
- El torpede del U-Boot que va enfonsar el vaixell SS Irish Oak el 19 de maig de 1943. De Valera va dir que "fou un acte sense sentit i inexcusable. No hi havia possibilitat d'un error, les condicions de visibilitat eren bones i les marques neutrals a les nostres naus estaven clares. No hi van donar cap advertència."[47]
- El "bombardeig de North Strand" el 31 de maig de 1941[48] i d'altres que van tenir lloc a Malin, comtat de Donegal el 5 de maig de 1941, i Arklow l'1 de juny de 1941.[49]
- Repetits intents d'oferir armament britànic capturant a De Valera, si es posava del costat dels alemanys.[50]

## Relacions amb Alemanya
En compliment de la seva política de neutralitat, el Govern irlandès es va negar a tancar les ambaixades d'Alemanya i Japó. El 1939, el Govern alemany tenia molt poc servei d'intel·ligència a Irlanda i Gran Bretanya. Això es deu al fet que Hitler havia esperat una distensió o aliança amb Gran Bretanya, a la que considera "aliada natural" de l'Alemanya nazi.
Quan els esforços concertats per construir una imatge fiable de la força militar britànica començaren al voltant de 1939 a 1940, es va intentar infiltrar espies a Gran Bretanya a través d'Irlanda, però aquests intents van fracassar sistemàticament (vegeu operació Lobster i Operació Gavina). L'Abwehr també va fer intents per fomentar vincles de recopilació d'intel·ligència amb l'IRA entre 1939 i 1943, però es va trobar que l'IRA no estava en condicions per ser d'utilitat seriosament. L'exèrcit alemany també va elaborar plans que detallaven una possible invasió d'Irlanda. Aquests plans van ser anomenats Operació Verd i qualsevol invasió actuaria com un atac de distracció en suport d'un atac principal per conquerir Gran Bretanya anomenat Operació Lleó Marí. Tots dos plans van ser arxivats en 1942. Quan tropes de l'Exèrcit dels Estats Units van començar a ser estacionades a Irlanda del Nord en 1942, el Pla Verd fou reactivat perquè hi havia por entre l'alt comandament alemany (i el Govern d'Irlanda), que l'Exèrcit dels EUA podria intentar una invasió d'Irlanda, després de l'ocupació d'Islàndia (després de la invasió britànica) i Groenlàndia en 1941. Aquests temors van portar a un altre pla de la intel·ligència alemanya (Operació Osprey) però va ser abandonat quan la temuda invasió nord-americana no va tenir lloc.
Els britànics també tenien un pla per ocupar tota l'illa com a resposta a qualsevol intent d'invasió alemanya. Ells sempre havien intentat tranquil·litzar privadament de Valera dient-li que qualsevol invasió de les tropes seria només per invitació. Aquest pla va ser anomenat Pla W i els detalls intricats van ser elaborats amb els militars i el govern irlandès sobre com reaccionar davant d'una invasió alemanya. Els militars irlandesos compartiren detalls de les seves defenses i capacitats militars amb els britànics i les tropes estacionades a Irlanda del Nord. Les garanties dels britànics no consolaren totalment De Valera perquè mentre les forces alemanyes continuessin amenaçant Gran Bretanya els britànics podrien envair el territori de l'Estat. No sabia que el primer ministre d'Irlanda del Nord, Craigavon instava Londres per aprofitar el port de Cobh, o que havien realitzat intents per dividir el consens sobre la política de neutralitat. La tensió fou alleugerada amb concessions com la relaxació de la demanda de permetre la marina britànica i patrulles de la força aèria a Lough Swilly. A mesura que el curs de guerra es va girar contra l'Alemanya nazi en la seva campanya oriental, i com l'Abwehr es tornà menys eficaç al voltant de 1943-1944, les operacions a l'illa d'Irlanda van deixar d'interessar als militars alemanys i per tant, als britànics. En general, durant el període l'objectiu de De Valera era mantenir la neutralitat irlandesa. Les autoritats irlandeses iniciaren una campanya agressiva d'internament contra l'IRA, incloent-hi l'augment de la Força de Seguretat Local (LSF), les execucions i l'acció agressiva de la Intel·ligència Militar Irlandesa (G2) significaren que les activitats de la Legació Alemanya a Dublín van ser supervisats de prop i els intents d'infiltrar espies al país van ser descoberts ràpidament.
Amb motiu de la mort d'Adolf Hitler, De Valera va fer una visita controvertida a Hempel per expressar la seva solidaritat amb el poble alemany per la mort del Führer. Aquesta acció s'ha defensat com a pròpia d'un estat de neutralitat. Sir John Maffey, el representant britànic, va comentar que l'acció de De Valera eren "imprudent, però matemàticament consistent". El president d'Irlanda Douglas Hyde també va fer arribar el seu condol, una acció que va enfurismar el ministre dels Estats Units perquè cap mesura similar havia tingut lloc a la mort del president dels Estats Units, Franklin D. Roosevelt. No obstant això, totes les banderes a Dublín van onejar a mitja asta per respecte.

### Actituds vers l'Holocaust
Alguns elements de l'opinió pública irlandesa van trigar a acceptar la naturalesa del règim nazi. Un editorial del "Limerick Leader" en 1945 va assenyalar que: "La campanya contra els criminals de guerra és estranyament confinada a aquells que lluitaren en el bàndol equivocat." No obstant això, va continuar dient que 
 Les atrocitats aliades no poden justificar la barbàrie monstruosa del Reich. 
Segons algunes fonts, sembla que hi va haver indiferència oficial de la classe política vers les víctimes jueves de l'holocaust durant i després de la guerra. Això va ser així tot i que De Valera tenia coneixement dels crims comesos contra les víctimes jueves de l'Holocaust. Altres fonts informen que de Valera n'era conscient en 1942 i que el govern va tractar d'aconseguir l'alliberament de jueus des de llavors. Després de la fi de la guerra els grups jueus tenien dificultats per aconseguir l'estatut de refugiat per als nens jueus, mentre que al mateix temps no es posava cap trava al pla per portar més de quatre-cents nens catòlics de la regió del Rin. El Departament de Justícia va explicar el 1948 que:
 Sempre ha estat la política del ministre de Justícia limitar l'admissió d'estrangers jueus per la senzilla raó que qualsevol augment substancial de la població jueva podria donar lloc a un problema d'antisemitisme. 
No obstant això, De Valera va sobre-dictaminar el Departament de Justícia i els 150 nens refugiats jueus van ser portats a Irlanda el 1948. Anteriorment, el 1946, 100 nens jueus de Polònia van ser portats al Castell Clonyn al comtat de Meath per una organització benèfica jueva de Londres.

### Víctimes irlandeses de l'Holocaust
Esther Steinberg i el seu fill, nascut a París i naturalitzat belga, foren les úniques víctimes irlandeses de l'Holocaust. Van morir a Auschwitz des d'on havien estat transportats des de París en 1942.

## L'Emergència després de la fi de la guerra
La renúncia de De Valera a reconèixer la diferència entre la Segona Guerra Mundial i les guerres europees anteriors va ser il·lustrada per la seva resposta a un programa de ràdio pel primer ministre britànic, Winston Churchill a Dia de la Victòria a Europa. Churchill va elogiar les restriccions de la Gran Bretanya en la Irlanda no ocupada amb la finalitat d'assegurar els accessos occidentals durant la Batalla de l'Atlàntic:
| « | Els enfocaments que els ports i aeròdroms irlandesos del sud i podrien haver estat vigilats amb tanta facilitat es van tancar per l'aviació i els U-boot hostils. De fet, això va ser un moment mortal en la nostra vida, i si no hagués estat per la lleialtat i l'amistat d'Irlanda del Nord, que hauria d'haver estat obligats a marxar amb el senyor De Valera, o a desaparèixer de la terra. No obstant això, amb un sistema de retenció i l'equilibri que, m'atreveixo a dir, en la història se'n troba pocs de paral·lels, el Govern de Sa Majestat no els va posar una mà violenta, encara que de vegades hauria estat molt fàcil i molt natural, i deixà que el govern De Valera es relacionés amb els representants alemanys i més tard amb els del Japó amb plaer del seu cor. | » |

De Valera va contestar Churchill en un altre programa de ràdio, que va ser molt popular en la seva emissió a Irlanda:
| « | Es poden fer al·legacions a les declaracions del Sr. Churchill, per indignes, en el primer discurs de la victòria. No hi puc trobar cap excusa en aquest ambient més tranquil. Hi ha, però, algunes coses essencials a dir. Vaig a tractar de dir-ho tan desapassionadament com pugui. El Sr. Churchill deixa clar que, en determinades circumstàncies, hauria violat la neutralitat i que justificaria les seves accions per les necessitats de Gran Bretanya. Sembla estrany que el Sr. Churchill no veu que això, de ser acceptat, significaria que la necessitat de la Gran Bretanya es convertiria en un codi moral i que quan aquesta necessitat es fes prou gran, els drets d'altres persones comptarien ... que és precisament per això que vam tenir aquesta desastrosa successió de guerres - Primera Guerra Mundial, Segona Guerra Mundial - i ¿no hi haurà una Tercera Guerra Mundial? Segurament el Sr. Churchill ha de veure que si s'admetia la seva afirmació pel que fa a nosaltres, una justificació pot emmarcar els actes d'agressió similars en altres llocs i cap nació petita al costat d'una gran potència podria esperar que se li permeti seguir el seu propi camí en pau. De fet, és una sort que la necessitat de la Gran Bretanya no arribi al punt en què el Sr. Churchill hauria actuat. Per ell, tot el crèdit que va aconseguir resistir la temptació, i no tinc cap dubte que moltes vegades li assaltaven en les seves dificultats, ja que, admeto lliurement, molts líders podrien haver sucumbit fàcilment. Sens dubte és dur pel fort ser just amb el dèbil però actuant amb justícia sempre s'obté recompensa. En resistir la seva temptació en aquest cas, el Sr. Churchill, en lloc d'afegir un capítol més horrible en el registre sagnant de les relacions entre Anglaterra i el nostre país, ha promogut la causa de la moralitat internacional - un pas important, un dels més importants que es podien prendre en el camí cap a l'establiment d'una base de pau ferma ... El Sr. Churchill se sent orgullós de la postura de la Gran Bretanya en solitari, després que França havia caigut i abans de l'entrada dels Estats Units en la guerra. No va poder trobar en el seu cor la generositat de reconèixer que hi ha una petita nació que ha estat sola no un any o dos, sinó diversos centenars d'anys contra l'agressió, que va patir espoliacions, fam, massacres, en interminable successió, que va ser colpejada moltes vegades per la insensibilitat, però cada vegada que recuperava la consciència assumia la lluita altre cop, una petita nació que mai acceptaria la derrota i que mai ha lliurat la seva ànima? | » |

L'abril del 1995 el Taoiseach John Bruton va rendir homenatge als que 
| « | es va oferir a lluitar contra la tirania nazi a Europa, almenys 10.000 dels quals van perdre la vida mentre servien sota uniformes britànics. En recordar la valentia, estem recordant l'experiència compartida dels irlandesos i britànics. Recordem la part de l'herència britànica de tots els que viuen a Irlanda". | » |

### Càstig als desertors de l'Exèrcit irlandès
A diferència d'altres països neutrals, Irlanda no va introduir una prohibició general als seus ciutadans que optessin per l'allistament a l'estranger durant la guerra. No obstant això, una gran preocupació del govern en aquest sentit va ser el nombre relativament elevat de soldats desertors irlandesos al marge de la seva jurisdicció. S'estima que entre 4.000 i 7.000 membres de les forces armades irlandesos van desertar per unir-se a les forces armades de les nacions bel·ligerants, la majoria van servir en l'Exèrcit britànic, Royal Air Force i la Royal Navy.
El 17 de maig de 1945, el Ministre de Defensa Oscar Traynor va declarar que es proposava la introducció d'una legislació que privaria els desertors de qualsevol dret "durant molt temps" a una feina remunerada amb fons públics. La legislació en qüestió eren l'ordre dels Poders d'Emergència (núm. 362) que va ser aprovada el 8 d'agost de 1945 i que castigava als qui havien desertat durant l'Emergència de quatre maneres:
- Els desertors perdran tota retribució i complements durant el període de la seva absència.
- Perdran els drets a les pensions que podrien haver guanyat pels seus anys de servei.
- Perdran tot el dret a les prestacions per desocupació destinades normalment als antics membres de l'exèrcit irlandès.
- Durant un període de set anys que podran optar a qualsevol ocupació remunerada amb fons públics.

L'ordre només s'aplicà al personal que havia estat cridat al servei actiu durant l'Emergència o que s'havia allistat "mentre durava" l'emergència i afectava 4.000 homes. Les raons del govern per aprovar l'ordre s'ha donat de la següent manera:
- Per assegurar que el personal que havia servit fidelment al país en les forces de defensa tenia la primera oportunitat d'obtenir llocs de treball amb les autoritats estatals i locals, després de la desmobilització.
- Per detenir futures desercions.
- Per permetre tractar als desertors d'una manera efectiva i expeditiva, en lloc d'anar a la més cara de Consell de Guerra individual per cada desertor.

El 18 octubre de 1945, Thomas F. O'Higgins va promoure l'anul·lació de l'ordre. Ell no condona la deserció, però va considerar que l'ordre anava a imposar un càstig especialment dur als desertors que havien servit a les forces aliades. El general Richard Mulcahy també es va mostrar contrari a l'ordre, disconforme amb la forma en què s'aplicava als reclutes i no als oficials. No obstant això, malgrat les al·legacions formulades per O'Higgins i Mulcahy, el Dáil va votar a favor de l'ordre.
El gener de 2012, la BBC va informar que d'acord amb la senadora Mary Ann O'Brien i el ministre irlandès de Justícia i Igualtat Alan Shatter, s'estava "treballant activament" en un indult per als desertors.